# الدوري الإسباني لكرة اليد 2017–18
الدوري الإسباني لكرة اليد 2017–18 (بالإسبانية: Liga ASOBAL 2017-18)‏ هو الموسم 67 من  الدوري الإسباني لكرة اليد. أقيم خلال الفترة 7 سبتمبر 2017 وحتى 25 مايو 2018، وكان عدد الأندية المشاركة فيه  16، وفاز فيه نادي برشلونة لكرة اليد.